# 罗克·萨恩斯·培尼亚总统城
羅克·薩恩斯·培尼亞總統城（西班牙語：Presidencia Roque Sáenz Peña）是阿根廷查科省的城鎮，位於該國東北部，距離省会雷西斯滕西亞170公里，始建於1912年，海拔高度90米，2001年人口76,377。

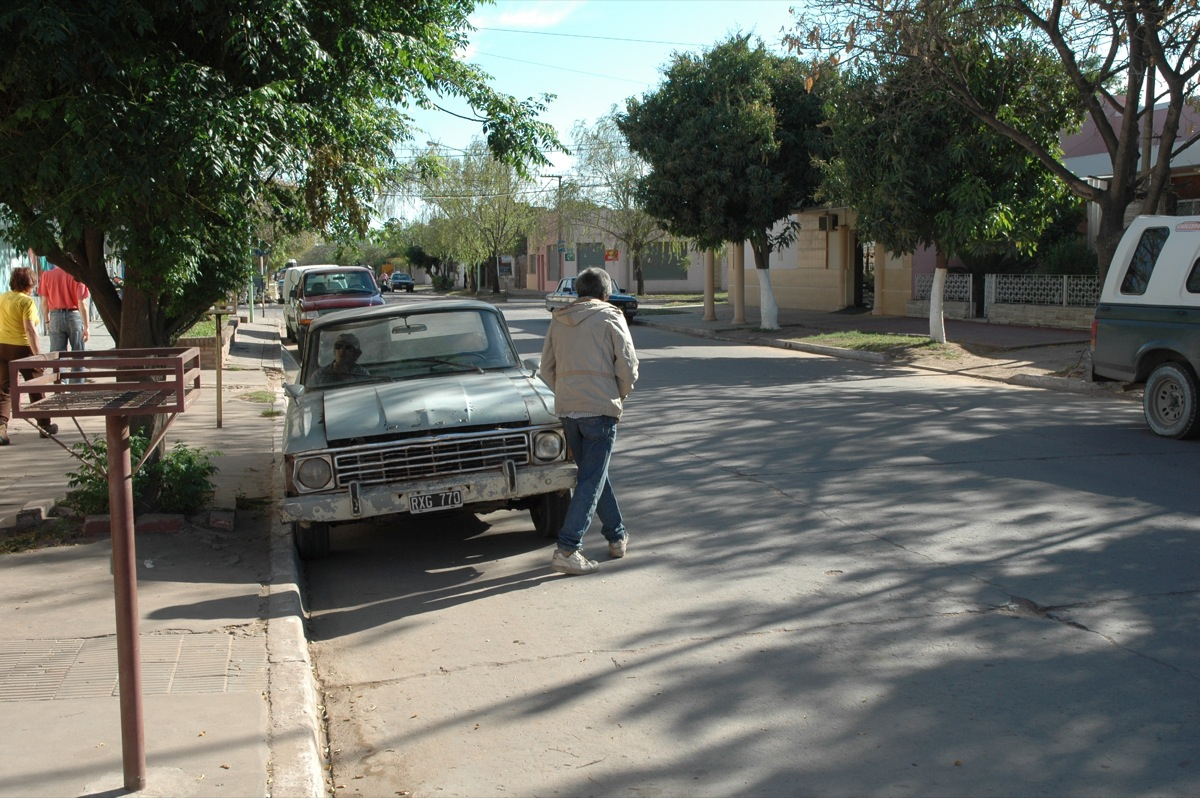

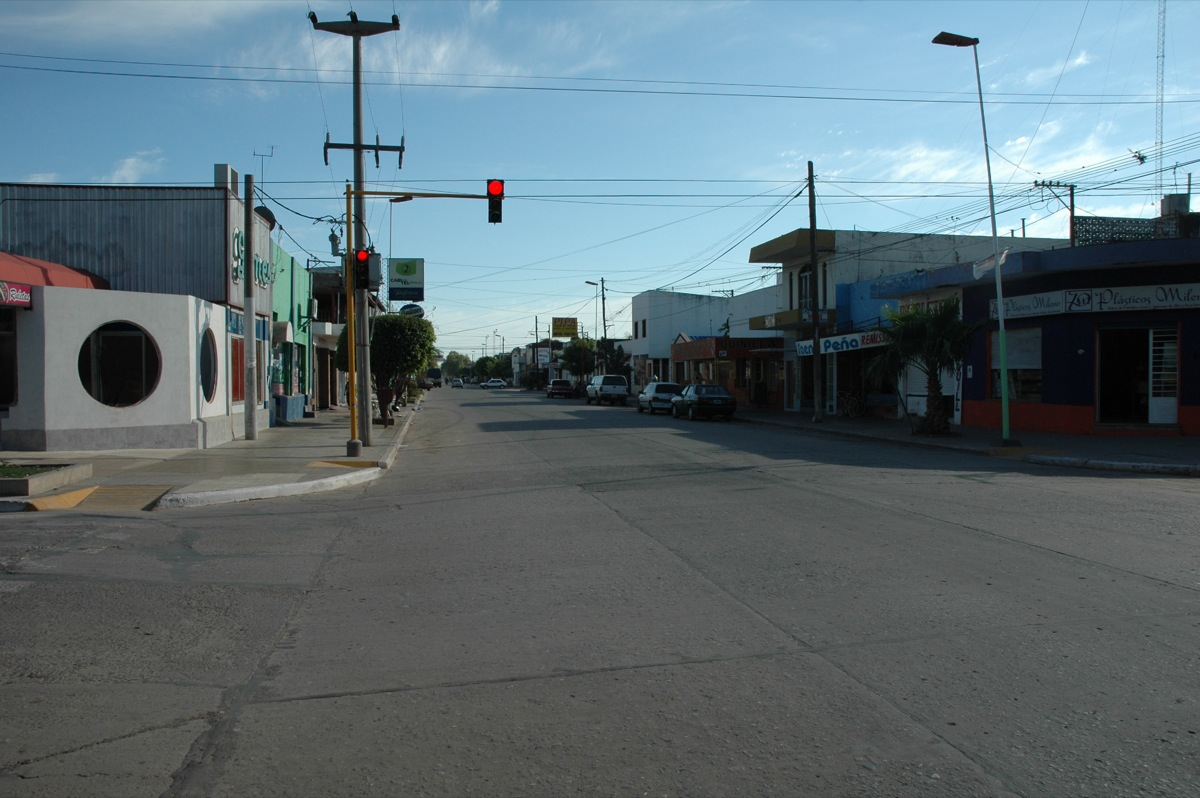